# Christian Zaum
Christian Zaum (* 30. Juni 1969 in Düsseldorf) ist ein deutscher Politiker der AfD. Er erhielt bei der Bundestagswahl 2025 ein Mandat für den 21. Deutschen Bundestag. 

## Leben
Nach eigenen Angaben machte Christian Zaum 1988 sein Abitur in Bad Berleburg und absolvierte anschließend von 1988 bis 1990 seinen Wehrdienst. 
Er studierte daraufhin die Lehrfächer Deutsch und Geschichte an der Philipps-Universität Marburg von 1990 bis 1996 und schloss mit dem ersten Staatsexamen ab. Von 1997 bis 1999 machte er ein Referendariat in München und erhielt das zweite Staatsexamen. Zaum ist Alter Herr der Marburger Burschenschaft Rheinfranken und der Münchener Burschenschaft Cimbria, zweier schlagender Korporationen in der Deutschen Burschenschaft.
2018 wurde er Parteimitglied der AfD und ab 2019 war er stellvertretender Kreissprecher. Auch heute ist er noch stellvertretender Sprecher seines Kreises und Vorsitzender im Bezirk Arnsberg.
Aktuell (Stand 25. Februar 2025) ist Christian Zaum Studienrat am privaten Gymnasium Schloss Wittgenstein.

## Politik
Er trat für seine Partei im 147. Bundestagswahlkreis (Siegen-Wittgenstein) für die Bundestagswahl im Jahr 2025 an. Bei der Bundestagswahl am 23. Februar 2025 holte er ein Bundestagsmandat über die NRW-Landesliste der AfD. Er erhielt 20,5 % der Erststimmen und 20,3 % der Zweitstimmen und bekam somit über Listenplatz 10 der nordrhein-westfälischen AfD ein Mandat für den 21. Bundestag. Dort ist er Mitglied im Ausschuss für Bildung, Familie, Senioren, Frauen und Jugend sowie stellvertretendes Mitglied im Verteidigungsausschuss. Zaum ist außerdem stellvertretendes Vorstandsmitglied in der Deutsch-Französischen parlamentarischen Versammlung.
2022 kandidierte er bereits für einen Sitz im Landtag des Landes Nordrhein-Westfalen, er verlor jedoch sowohl die Wahl für das Direktmandat des 127. Landeswahlkreises als auch die Wahl über die Landesliste. Sein Vorgänger im Wahlkreis war Henning Zoz, der Ende 2024 verstarb. Zaum war bei der Kommunalwahl am 13. September 2020 Spitzenkandidat seines Kreisverbandes und zog in den Kreistag des Kreises Siegen-Wittgenstein ein. Seitdem ist er Vorsitzender der dortigen AfD-Fraktion. Am 13. April 2025 wurde Zaum erneut auf Platz 1 der Liste für den Kreistag  bei der Kommunalwahl in Nordrhein-Westfalen am 14. September 2025 gewählt. Seit dem 27. Februar 2022 ist Zaum zudem Sprecher des AfD-Bezirksverbandes Arnsberg.  Zurzeit lebt er in Bad Laasphe, Siegen-Wittgenstein.